# Jeanne Mette
Jeanne Primitive Mette, llamada Jane Catulle Mendès, nacida el 16 de marzo de 1867 en París, 4° distrito, y fallecida el 9 de junio de 1955 en París, fue una poeta francesa.

## Biografía
Jeanne Mette se casó primero con Louis Alexandre Boussac, con quien tuvo dos hijos. Se divorció de él al cabo de 9 años, en 1895 y, tras volver a casarse con Catulle Mendès, tuvo un hijo: Jean Primice Catulle Mendès, nacido el 10 de julio de 1896 en París 16° distrito. En la primavera de 1907, empezó a dar conferencias en el Teatro del Gimnasio en París. Durante dos años, lo hizo en el teatro Femina en París, luego en varios países europeos y latinoamericanos. Hablaba particularmente de Italia y Brasil y compartía ideas de Francia sobre la cultura y la lengua. Además, recitaba poemas. En marzo de 1913, dio una conferencia en el teatro de la Princesa de Madrid en la que habló de los intercambios culturales y literarios entre Francia y España. Su hijo Jean Primice Catulle Mendès murió el 23 de abril de 1917 en la batalla del Chemin des Dames. Jeanne Mette decidió ir en busca de su cuerpo y escribió entonces La prière sur l’enfant mort.
Fundó el Premio Primice Catulle Mendès en 1922, el Premio Catulle Mendès, así como el Premio Verhaeren. Fue nombrada Dama y Oficial de la Legión de Honor, y Caballero del Orden de Leopoldo I de Bélgica.

## Obras
- Les Charmes, E. Fasquelle, París, 1904
- Le livre de Cynthia, sonnets (Mercure de France, 1912) Leer en línea [archivo]
- Le Cœur magnifique, A. Lemerre, París, 1909
- España, bailable, con música de Chabrier, 1911
- Les Petites confidences chez soi, E. Sansot, París, 1911
I. L'attente au jardin. II. Le cœur promis. III. Le rêve alarmé
- Les Sept Filleuls de Janou, intermedio heroico en verso, con Léon Guillot de Saix, París, Sarah-Bernhardt, el 21 de diciembre de 1915
- Poèmes des temps heureux, E. Flammarion, París, 1924
- France, ma bien aimée, E. Malfère, Amiens, 1925
- Ton amour n'est pas à toi, A. Michel, París, 1927
- L'Amant et l'Amour, novela, Baudinière, París, 1932
- Sampiero Corso : 1498-1567, Robeur, París, 1938
- Poésie et patrie. Le Chef et les siens, A. Michel, París, 1945
- La Bataille de Moscou, poema dramático en un acto con coro, París, Sala Pleyel, el 25 de febrero de 1945
- La Ville merveilleuse, Rio de Janeiro, poemas, E. Sansot, París, sin fecha